# Qinqiao
Qinqiao (kinesiska: 秦桥, 秦桥乡) är en socken i Kina. Den ligger i provinsen Hunan, i den södra delen av landet, omkring 260 kilometer sydväst om provinshuvudstaden Changsha. Antalet invånare är 20975. Befolkningen består av 9 844 kvinnor och 11 131 män. Barn under 15 år utgör 24,0 %, vuxna 15-64 år 64 %, och äldre över 65 år 10,0 %.
Genomsnittlig årsnederbörd är 1 628 millimeter. Den regnigaste månaden är maj, med i genomsnitt 228 mm nederbörd, och den torraste är oktober, med 62 mm nederbörd.